# Hymenophyllum whitei
Hymenophyllum whitei là một loài dương xỉ trong họ Hymenophyllaceae. Loài này được Goy mô tả khoa học đầu tiên năm 1941.
Danh pháp khoa học của loài này chưa được làm sáng tỏ. 